# Joshua Weilerstein

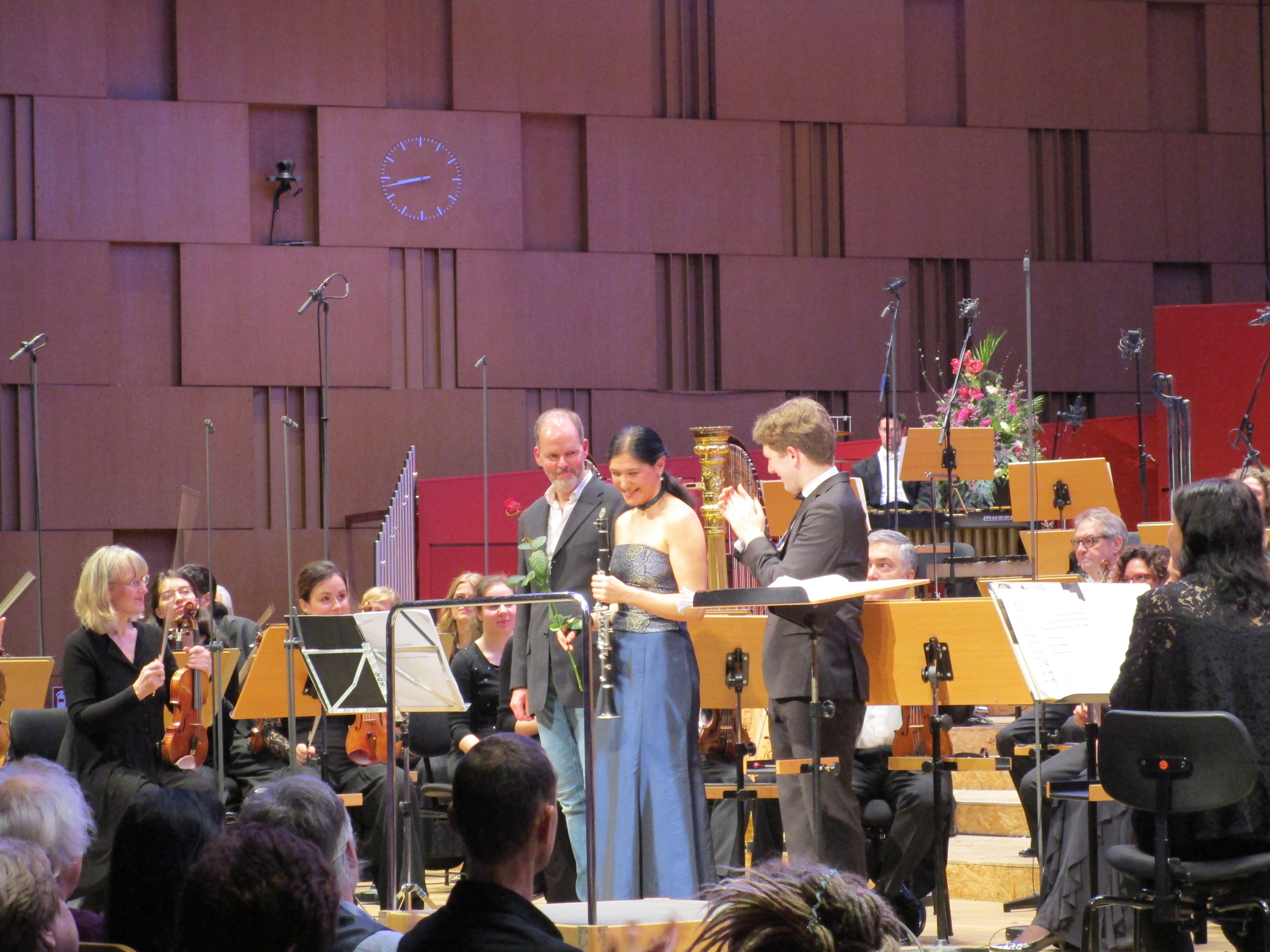
De pie y de izquierda a derecha, el compositor Thorsten Encke, la clarinetista Sharon Kam y el director Joshua Weilerstein reciben los aplausos del público tras interpretar, con la Orquesta Filarmónica de la Radio NDR, el Concierto para clarinete (2018) de Encke. Hannover, Gran Sala de la Casa de la Radio de la NDR, 10 de enero de 2019.

Joshua Weilerstein (Rochester, Nueva York, 1987) es un violinista y director de orquesta estadounidense. En 2014 fue nombrado director artístico de la Orquesta de Cámara de Lausana y desde 2011 es codirector adjunto de la Orquesta Filarmónica de Nueva York.
Nacido en el seno de una familia de músicos, su padre (Donald Weilerstein) era el primer violinista del Cuarteto Cleveland y su madre, Vivian Hornik Weilerstein, pianista. Es hermano mayor de la violonchelista Alisa Weilerstein, nacida en 1982. 
Joshua Weilerstein estudió dirección de orquesta con Hugh Wolff en el Conservatorio de Música de Nueva Inglaterra, en Boston, y también violín con Lucy Chapman. En 2011 obtuvo su maestría en Música. Asistió a las clases magistrales de David Zinman en el Festival de Aspen. En  
2007 y por invitación de Gustavo Dudamel fue el primer músico extranjero, no venezolado, en colaborar con la Orquesta Sinfónica Simón Bolívar, con la que tocó como primer violín durante una gira por América. En 2010 dirigió a esta misma orquesta en unos conciertos en los que participó su hermana Alisa Weilerstein como solista de violonchelo.
En 2009 debutó como director con la Orquesta Sinfónica de Gotemburgo.
Joshua Weilerstein fue nombrado, junto a Case Scaglione, directores adjuntos de la Filarmónica de Nueva York en 2011. Desde 2014, es director artístico y director de la Orquesta de Cámara de Lausana.
Participó en los Proms de 2018 con un concierto titulado El sonido de una orquesta (The Sound of an Orchestra), inspirado en un espectáculo de Leonard Bernstein.

## Divulgación musical
Participó en el programa de la Filarmónica de Nueva York Young People’s Concerts para divulgar la música entre el público joven. Además, Weilerstein publica en internet comentarios sobre música clásica en la página titulada Sticky Notes: The Classical Music Podcast.

## Premios
- 2009: Primer premio y premio del público en el Concurso para jóvenes directores Nicolai Malko (organizado por la Orquesta Sinfónica Nacional de Dinamarca).
- 2012: Premio de dirección de la Fundación Solti.